# Yuki Kobayashi (2000)
Yuki Kobayashi (小林 友希 Kobayashi Yūki?, Kōbe, Hyōgo, 18 de julio de 2000) es un futbolista japonés que juega como defensa en el Jagiellonia Białystok de la Ekstraklasa.

## Trayectoria
Empezó su carrera en el Vissel Kobe. Fue cedido en julio de 2019 al F. C. Machida Zelvia y en 2020 al Yokohama FC antes de volver a Kobe en 2021.
El 23 de noviembre de 2022 se anunció su fichaje por el Celtic F. C. por cinco años. Estuvo temporada y media y en agosto de 2024 se marchó al Portimonense S. C. Allí disputó 25 partidos en la Segunda División de Portugal y en julio de 2025 se incorporó al Jagiellonia Białystok.

## Clubes
| Club                          | País     | Año       |
| ----------------------------- | -------- | --------- |
| Vissel Kobe                   | Japón    | 2018-2022 |
| F. C. Machida Zelvia (cedido) | Japón    | 2019      |
| Yokohama FC (cedido)          | Japón    | 2020      |
| Celtic F. C.                  | Escocia  | 2023-2024 |
| Portimonense S. C.            | Portugal | 2024-2025 |
| Jagiellonia Białystok         | Polonia  | 2025-     |

## Palmarés

### Títulos nacionales
| Título                     | Club         | País    | Año  |
| -------------------------- | ------------ | ------- | ---- |
| Copa de la Liga de Escocia | Celtic F. C. | Escocia | 2023 |
| Scottish Premiership       | Celtic F. C. | Escocia | 2023 |
| Copa de Escocia            | Celtic F. C. | Escocia | 2023 |
| Scottish Premiership       | Celtic F. C. | Escocia | 2024 |
| Copa de Escocia            | Celtic F. C. | Escocia | 2024 |